# Nazneen Contractor
Nazneen Contractor (Bombay, 26 augustus 1982) is een Canadees actrice.

## Biografie
Contractor werd geboren in een Parsi familie in Bombay (India) en groeide achtereenvolgens op in Nigeria, Londen en Toronto. Ze woont in Los Angeles met haar man, acteur Carlo Rota, met wie ze sinds 1 april 2010 getrouwd is. Met hem heeft ze een zoontje.
Contractor speelde in 2008 de rol van Sergeant Layla Hourani in de Canadese dramaserie The Border. In 2010 speelde ze de rol van Kayla Hassan in het achtste en laatste seizoen van de televisieserie 24 en datzelfde jaar was ze eveneens te zien in de serie Rules of Engagement. Ze acteerde in een aantal televisiefilms en in 2011 speelde ze de rol van Eva in de horrorfilm Seance: The Summoning. Haar eerste grote filmrol had ze in 2013, toen ze de rol van Rima Harewood voor haar rekening nam in de film Star Trek Into Darkness.
Nazneen Contractor is een kleindochter van Meher Rustom Contractor, Indiaas poppenspeler en schrijfster.

## Filmografie
- International Standard Name Identifier: 0000 0003 7335 2958
- Library of Congress Control Number: no2008171587
- MusicBrainz: 90738ba6-c1fa-48ee-bec6-9a050acc5eb3
- Virtual International Authority File: 71219460
- WorldCat: E39PBJdcxhDkjyc8JBy8p8rpfq